# Anthaxia keniae
Anthaxia keniae es una especie de escarabajo del género Anthaxia, familia Buprestidae. Fue descrita científicamente por Théry en 1941.